# 서북청년단 (2014년)
서북청년단(西北靑年團)은 서북청년회를 재건하겠다는 목표로 2014년 9월 서북청년단 재건위원회로 결성되어 2014년 11월 28일 서울청소년수련관에서 서북청년단을 재건하였다는 사람들의 세력을 말한다.
특히 "김구는 김일성의 꼭두각시였고 건국을 방해했다. 반공단체인 서북청년단원 안두희가 김구를 처단한 것은 의거"라는 또 다른 주장을 하면서 김구의 암살범 안두희를 두둔하는 극우세력 조직으로 논란을 일으켰던 자칭 서북청년단 재건위원회라는 단체가 백범사상실천운동연합을 맞고소할 정도로 이 조직은 극우세력으로 의식되는 세력이다.

## 사회의 반응
제주도민들은 이 소식이 알려진 후 "서북청년단을 재건하겠다는 사람들의 정신 상태를 검사해 봐야 한다", "역사 교육이 잘못된 것 아니냐"는 등 '황당하다'는 반응부터 "또 다시 해방 정국의 극단적인 좌우 갈등이 재현될 징조"라며 '트라우마'에 시달리는 사람까지 나오는 등 이번 논란으로 극심한 정신적 고통을 호소하고 있다.

## 조직의 역사
과거의 서북청년단은 월남한 청년단체가 대공투쟁의 능률적인 수행을 위해 조직한 우익청년운동단체로 북한 사회개혁 당시 월남한 이북 각 도별 청년단체가 1946년 11월 30일 서울에서 결성한 극우 반공단체이다. 정식 명칭은 ‘서북청년회’로 당시 식민지 시대의 경제적·정치적 기득권을 잃고 남하한 지주 집안 출신의 청년들이 주축이 돼 결성되었다.
서북청년단은 대한혁신청년회·함북청년회·북선청년회(北鮮靑年會)·황해도회청년부·양호단(養虎團)·평안청년회(平安靑年會) 등이 1946년 11월 30일 서울기독교청년회(YMCA)에서 창단되었는데 경찰의 좌익 색출 업무를 돕는 등 좌우익의 충돌이 있을 때마다 우익 진영의 선봉을 담당하는 역할을 하였다.
이들은 공산주의자라고 의심되는 자에게는 무조건적인 공격을 가하였으며 특히 미군정은 제주도 4.3 항쟁에서 서북청년단의 이러한 성향을 이용, 미군정의 명령에 대항하는 지역에 이들을 파견하였다. 미군정에 의해 민중들을 공격하는 하수인이 된 서북청년단은 갈취와 약탈, 폭행을 비롯해 무자비한 살상을 주도했다는 평가를 받는다.
1947년 4월 지청천(池靑天)이 대동청년단(大同靑年團)을 조직하고 기존의 청년 단체들을 통합하자, 대동청년단 합류를 둘러싸고 서북청년회는 합동파와 합동반대파로 분열되었는데, 합동파는 1948년 9월 대동청년단에 통합되었다. 초기의 서북청년회가 김구(金九) 노선을 지지한 데 반해 당시 서북청년회의 합동반대 파는 문봉제(文鳳濟)를 위원장으로 서북청년단을 재건하고 이승만(李承晩) 노선을 따랐으며 1949년 12월 19일 대한청년단에 흡수 통합되었다.

## 같이 보기
- 서북청년단
- 대동청년단
- 대한청년단

## 참고 자료
- 「이승만과 제1공화국」, 포성 속의 대권 싸움, 서중석 저, 역사비평사(2007년, 105~117p)
- 「한국정치특강」, 정치인 조만식의 이미지, 이욱열, 정연선 외 3명 저, 숭실대학교출판부(2008년, 387~392p)